# Доходный дом Ф. Н. Плевако
Доходный дом Ф. Н. Плевако — здание в Москве на Садовом кольце (Новинский бульвар, дом 18а). Доходный дом был построен в 1905 году архитектором П. К. Микини для известного адвоката Ф. Н. Плевако. Дом украшен майоликовыми панно, а также изразцами, выполненными по эскизам М. А. Врубеля. В настоящее время дом является жилым. Здание имеет статус объекта культурного наследия регионального значения.

## История
Доходный дом был построен в 1905 году архитектором Петром Микини для известного адвоката Фёдора Плевако. Использованная в облицовке керамическая плитка была изготовлена в Абрамцевской гончарной мастерской, принадлежавшей предпринимателю и меценату Савве Мамонтову. Он подарил Фёдору Плевако майоликовые панно в знак благодарности за то, что адвокат защищал Мамонтова в суде, после чего его оправдали.
Четырехэтажный доходный является ярким примером здания, построенном в стиле северного модерна. Он имеет массивные формы. Балконы поддерживают необычные крупные консоли. Окна лестничных пролётов — крупные, с мелкой прямоугольной раскладкой.
Фасад частично отделан грубой штукатуркой с фактурной отделкой, имитирующей камень. Стены выкрашены в светло-бежевый цвет. На этом фоне хорошо выделяются лепные элементы декора и майоликовые панно. Два самых больших панно размещены над подъездами. Они выложены разноцветными квадратными плитками бирюзово-сине-фиолетовых тонов. Эти панно органично дополняются изразцами «Рыбки», выполненными по эскизу Михаила Врубеля. В нишах под балконами размечены мозаики меньшего размера. На одной из таких мозаик можно увидеть девушку с распущенными волосами, идущую через заросли. На другой мозаике обвитая плодовыми ветвями арка, под которой проплывает пара лебедей к стоящему на берегу павлину. Фасад также украшен барельефами с фигурами людей и растительным орнаментом.
В 1980-х годах в доме была проведена перепланировка, но капитальные стены и оформление фасадов были сохранены. Остались в неизменном виде и две оригинальные парадные лестницы с тамбурами. В феврале 2019 года здание признали памятником архитектуры и внесли его в список объектов культурного наследия регионального значения.

## Галерея

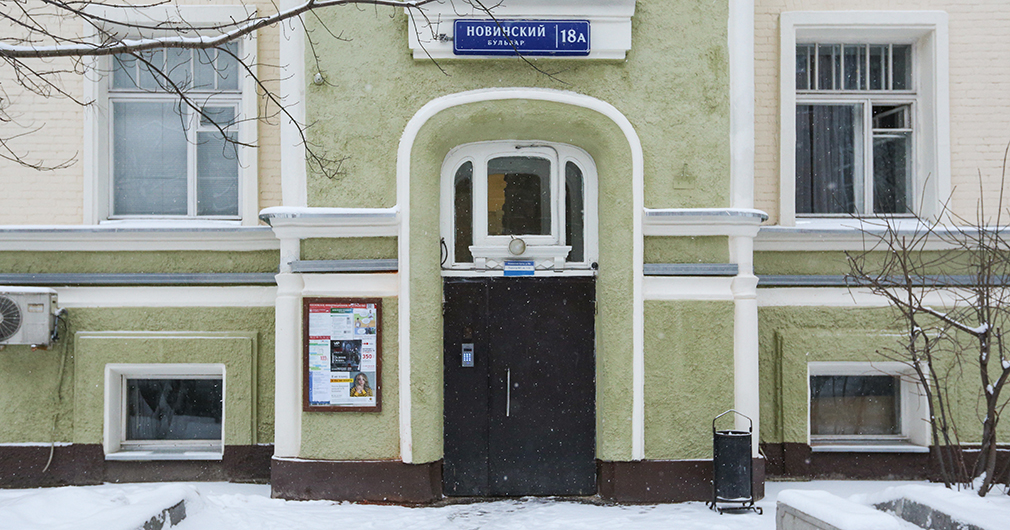
Подъезд
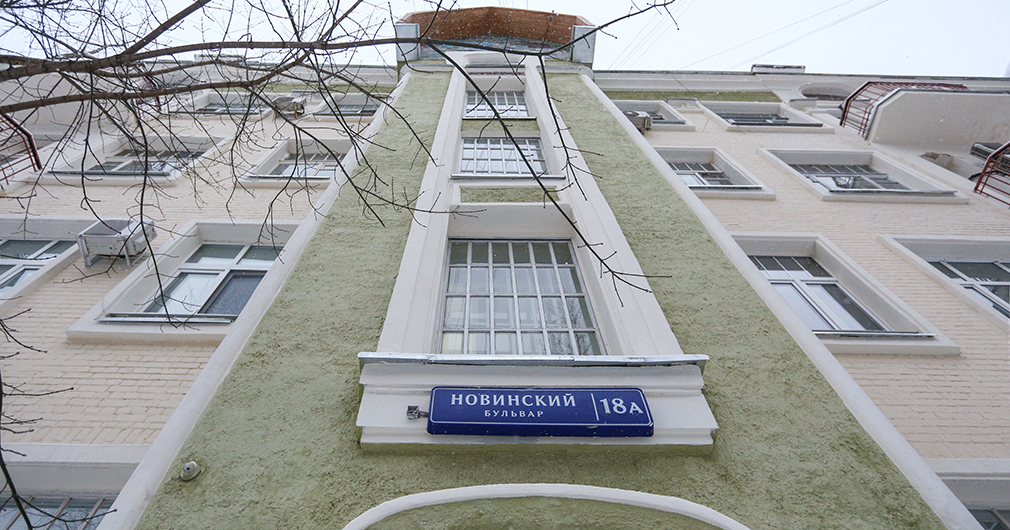
Окна лестничных пролётов
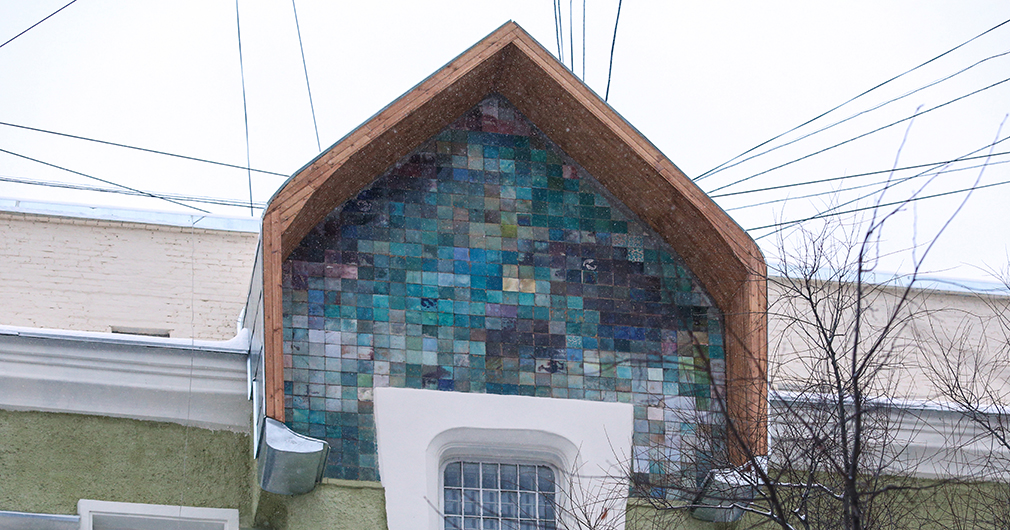
Майоликовое панно
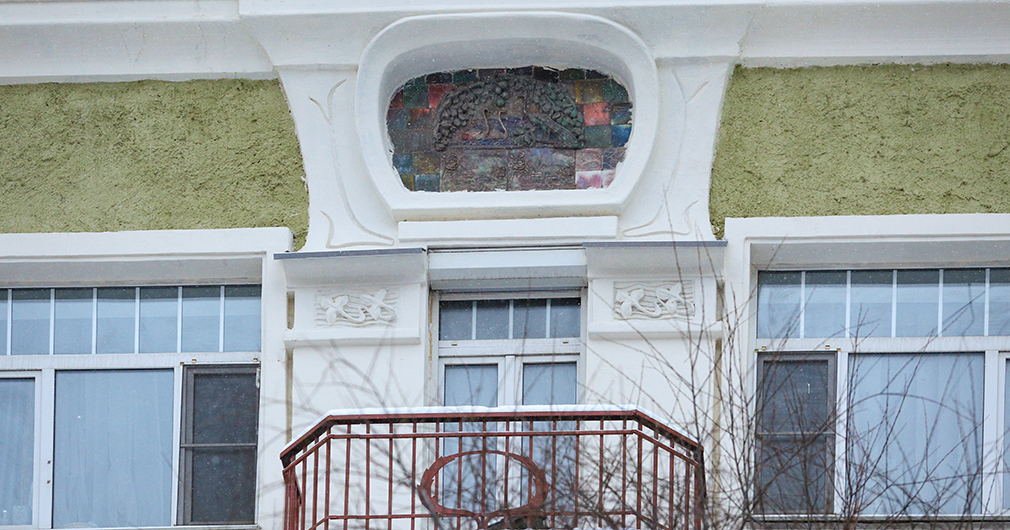
Мозаика с лебедями и павлином